# Nuevo Baztán
Nuevo Baztán er en by og kommune i det centrale Spanien i Madrid-regionen. Den har et indbyggertal på 7.339 (2024) indbyggere.